# 公正なコイン

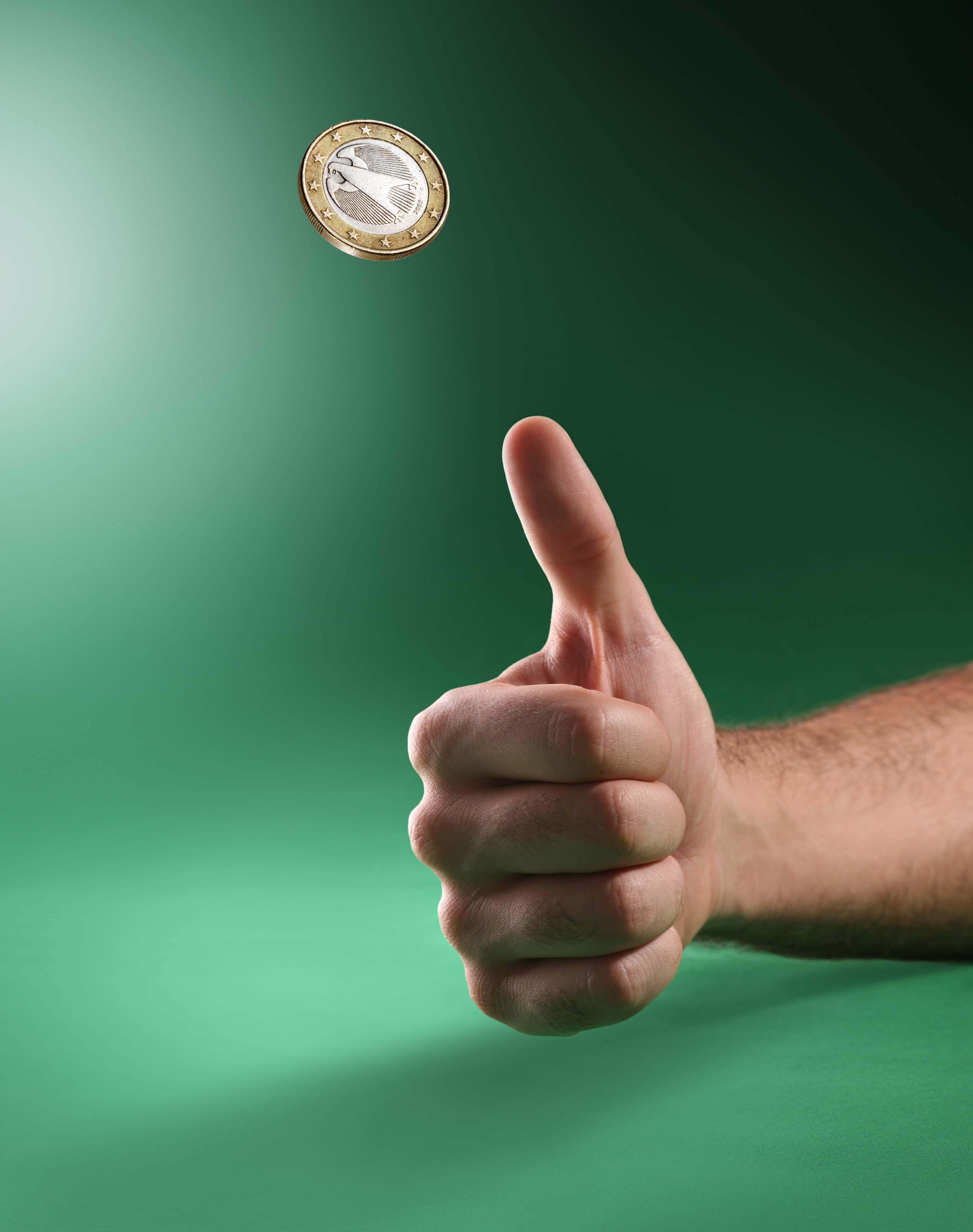
コイントス

確率論や統計学において、各試行における成功の確率が1/2である一連の独立したベルヌーイ試行を、比喩的に公正なコイン（こうせいなコイン、fair coin、フェアコイン）と呼ぶ。確率が1/2ではないものは、偏ったコイン（かたよったコイン、biased coin、バイアスコイン）または不正なコイン（ふせいなコイン、unfair coin、アンフェアコイン）と呼ばれる。理論的研究では、多くの場合、公正なコインとして理想的なコインによるコイントスを仮定する。
数学者ジョン・エドモンド・ケリックは、不正なコインによるコイントスを何度も繰り返す実験を行った。彼は、クラウン銀貨程度の大きさの木製のディスクの片面のみ鉛でコーティングされたコインを使用し、1000回中679回が表になった（木の面を表とする）。この実験では、コインを曲げた人差指の上に乗せて親指で弾き飛ばし、約1フィートの高さを落下する間に空中で回転させ、テーブルの上に平らに広げられた布に着地させた。物理学者エドウィン・トンプソン・ジェーンズは、投げたコインをバウンドさせずに手でキャッチした場合、コインの物理的バイアスはトスの方法と比較して重要ではなく、十分に練習すれば100%の確率でコインを手の上に着地させることができると主張した。コインが公正であるかどうかを確認する問題は、統計を教える上で確立された教育ツールである。

## 統計の教育と理論における役割
コイントスの確率的・統計的特性は、入門書でも専門的な教科書でも例としてよく使用されるが、これはコインが公正または「理想的」なものであるという仮定に基づいている。例えば、ウィリアム・フェラーは、この仮定に基づいて、ランダムウォークの概念を導入し、シーケンス内の同一値の連続の特性を調べることによる、一連の観測内の均一性の検定を開発した。後者はワルド‐ウォルフォビッツ連検定につながる。公正なコインを投げた結果からなる時系列は、ベルヌーイ過程と呼ばれる。

## 不正なコインにより公正な結果を得る方法
片側が出やすいように加工したコイン（不正なコイン）を使用した場合でも、ゲームのルールを変えることで、そのコインから公正な結果を得ることができる。ジョン・フォン・ノイマンは次の手順を示した。
1. コインを2回トスする。
2. 2回の結果が一致する場合は、両方の結果を破棄し、最初からやり直す。
3. 2回の結果が一致しない場合は、1回目の結果を採用する。

この方法により結果が公正になる理由は、2回の試行において確率の偏りが変わらず、それぞれの試行が独立しているため、表の後に裏が出る確率と、裏の後に表が出る確率が必ず同じになるからである。2回とも表または裏となった事象を除外することにより、同じ確率を持つ残りの2つの結果のみが残る。この手順は、試行の後に後続の試行の確率の偏りが変わらない場合、つまり、展延性のないコインを使用した場合のみ機能する。また、この手順は、適切に2回ずつトスを行った場合にのみ機能する。例えば、2回目のトスの結果を次のトスのペアの1回目として再利用すると、公平性が損なわれる可能性がある。加えて、片方の面の出る確率が極端に低い（ほとんど確実にどちらかの面しか出ない）コインでも、公正な結果は得られない。
この方法は、コイントスの回数を4回に拡張することもできる。つまり、1回目・2回目の結果が一致し、3回目・4回目の結果が一致しなかった場合、1回目のトスの結果を採用する。これは、表表裏裏と裏裏表表の発生する確率が等しいためである。この考え方は2の累乗回に拡張できる。